# Roger McGough
Roger Joseph McGough (Litherland (Inglaterra), 9 de noviembre de 1937) es un poeta inglés. Actualmente es el presentador del programa Poetry Please en BBC Radio 4.

## Biografía
McGough nació en Litherland (Lancashire). Fue educado en la University of Hull. Durante los años 1960, vivió en Merseyside, en donde, además de trabajar como profesor, organizaba eventos artísticos junto a John Gorman. Ambos, junto a Mike McCartney, formaron el trío musical The Scaffold. En 1966, la agrupación firmó un contrato con Parlophone. El grupo tuvo varios éxitos, alcanzando la primera posición de la UK Singles Chart en 1968 con su sencillo "Lily the Pink". McGough escribió la mayoría de las canciones del grupo.
McGough también fue el autor de la mayor parte del diálogo cómico del filme Yellow Submarine, aunque no fue acreditado. Durante este periodo, se publicó una selección de sus poemas, junto con otros poemas Adrian Henri y Brian Patten, en un volumen titulado The Mersey Sound (1967).
McGough ha recibido numerosos reconocimientos, incluyendo el Cholmondeley Award en 1998. En 2004, fue nombrado comendador de la Orden del Imperio Británico.

## Obras

### Poesía
- As Far As I Know (2012)
- That Awkward Age Penguin (2009)
- Collected Poems (2003)
- Everyday Eclipses (2002)
- Dotty Inventions (2002)
- The Way Things Are (1999)
- Until I Met Dudley (1997)
- Ferens, the Gallery Cat (1997)
- Pen Pals: A New Poem (1994)
- Defying Gravity (1992)
- Selected Poems, 1967-1987 (1989)
- Counting by Numbers (1989)
- Worry (1987)
- Noah's Ark (1986)
- Melting into the Foreground (1986)
- Crocodile Puddles (1984)
- Waving at Trains (1982)
- Unlucky for Some (1980)
- Holiday on Death Row (1979)
- Frinck, A Life in the Day of, and Summer with Monika: Poems (1978)
- Mr Noselighter (1976)
- In the Glassroom (1976)
- Sporting Relations (1974)
- Gig (1973)
- Out of Sequence (1972)
- After The Merrymaking (1971)
- Watchwords (1969)
- Summer with Monika (1967)

### Libros para niños
- Slapstick (2008)
- What on Earth? (2002)
- Moonthief (2002)
- Good Enough to Eat (2002)
- Bad, Bad Cats (1997)
- The Kite and Caitlin (1996)
- Stinkers Ahoy! (1995)
- The Magic Fountain (1995)
- Lucky (1993)
- Another Custard Pie (1993)
- My Dad's a Fire-Eater (1992)
- The Lighthouse that Ran Away (1991)
- Pillow Talk (1990)
- Helen Highwater (1989)
- An Imaginary Menagerie (1988)
- Nailing the Shadow (1987)
- The Stowaways (1986)
- The Great Smile Robbery (1982)